# قاسط (اسم)
قاسط هو اسم علم مذكر من أصل عربي، ومعناه هو القاسط العادل في حكم، هوهو المعنى المقصود في التسمية، والقاسط الجائر في الحق الظالم، كما في قوله تعالى: ﴿وأما القاسطون فكانوا لجهنم حطبًا﴾ [الجـن15] وهم الجائرون بكفرهم العادلون عن طريق الحق، فالكلمة من الأضداد.

## شخصيات تحمل الاسم
- قاسط بن زهير التغلبي

## وصلات خارجية
- موسوعة السلطان قابوس لأسماء العرب نسخة محفوظة 5 أبريل 2019 على موقع واي باك مشين.